# 先声药业
先聲藥業集團有限公司（英语：Simcere Pharmaceutical Group Limited，港交所：2096），简称先声药业，是中华人民共和国的一家制药公司，公司在香港注册，总部位于江蘇省南京市。该公司的前身为江苏省医药工业公司，1995年3月改制后成立，最初从事药品的代理销售，2001年收购海南海富制药后进入制药业。先声药业专注于肿瘤、中枢神经系统和自身免疫疾病三大疾病领域的药物研发、生产及商业化，连续多年位居“中国创新力医药企业十强”和“中国制药工业百强”。

## 历史

### 早期
先声药业的创始人为任晋生，1982年2月从南京中医学院中药专业毕业后，被分配到启东制药厂工作，从普通技术员升职至经营副厂长。1992年辞职后，与6位平均年龄20多岁的年轻人到南京创业，凑齐5万元承包了江苏省医药工业公司的新特药经营部。任晋生在学习境外医药商业运作模式的基础上，结合中国大陆当时的实际情况，率先采取“总经销”、“总代理”的经营模式，取代了当时药品销售仍为计划经济时代的国有医药“四级批”的销售体系。首个代理的产品是海南海富制药有限公司研制的儿童口服青霉素“再林”。任晋生动用了所有资源，十余名员工全部投向市场一线，采取商业渠道与医院并重的运作模式，使“再林”上市第二年的销售额突破了亿元大关。任晋生等人的新特药经营部也成为中国大陆第一家总经销的国产药品单品种年销售逾亿元的医药商业单位。
1995年3月，江苏省医药工业公司改制为江苏臣功医药有限公司（先声药业前身），任晋生担任总经理。同年，臣功医药与臣功制药推出儿童口服感冒药“臣功再欣”，当年实现销售额6000万元。而后先声代理的安奇、英太青两个药品的年销售额也冲上亿元大关。臣功制药经过股权易手，南京高科成为大股东。在大股东看到丰厚利润后，决定收回“臣功再欣”总代理权，并挖走臣功医药的诸多销售骨干，使企业陷入了危机。
1999年，臣功医药进行了二次改制，成为了一家以民营资本为主导的企业，企业也重组更名为江苏先声药业有限公司。“先声”的名称寓意“行动领先于声音”，并提出了公司的发展目标：先声不仅是一个善于药品营销的医药商业企业，更主要的是一个具有创新能力的研发型企业。1999年，先声药业在江苏省医药工业研究所与南京先声制药新药发展部基础上组建了新药研发中心，2000年又合并了江苏先声汉合制药有限公司新药开发部。2001年，先声通过资本运作并购海南海富制药，由此实现了从医药商业公司向制药公司的转型。其后在原来的零售事业部的基础上成立连锁药店公司。

### 发展
2002年，先声药业完成全面改制，成为一家纯民营企业。2003年3月，先声投资集团成立，其后成立先声药物研究院，该机构在四家专业研发机构的基础上组建，并聘请国家重点基础研究发展规划（973）项目首席科学家陈国强教授兼任药物研究院院长，有八位两院院士先后成了先声药物研究院的特聘专家。后先声药业聘请四位独立董事，分别是医学、市场开发、企业管理、营销方面的领军人物。为谋求国际化发展，先声药业还设立国际业务部，后与美国SM生物技术公司合作开发肿瘤药物药敏测定剂；同时筹备与法国莫克公司合作，将先声的儿童腹泻药“必奇”打入法国市场。
2003年，先声并购南京东元制药有限公司。同年组建了江苏先声药物研究有限公司，并成为首家成功研制新型自由基清除剂“必存”的企业，取得了临床治疗缺血性脑卒中的重大突破。
2006年5月，先声药业斥资2亿元，打败60多家境内外竞争对手收购烟台麦得津公司，从而将抗癌新药、世界首个重组人血管内皮抑制素产品“恩度”列为旗下产品。任晋生曾表示，“借助恩度使公司首次进入抗肿瘤新领域，争取了高起点”。截至2006年，先声药业拥有再林、必存、英太青、安奇、必奇五个年销售额上亿元的药品；先声咳喘宁、再克、再奇、法能四个药品的年销售额为3000-5000万元。
2007年4月20日，先声药业在纽约证券交易所挂牌上市，成为中国首家在纽交所上市的生物和化学制药公司，创下了当时亚洲最大规模的医药公司IPO纪录。上市后，先声药业又先后收购芜湖先声、收购山东先声的剩余股份、并与默沙东展开合作。当时中国医药企业研发环境较为落后，多以仿制药为主，而先声药业在当时已经拥有“恩度”和“中人氟安”两大新药产品，并具有较高的研发能力，成为中国领先的制药企业。但公司上市后不久，即陷入全球金融危机。2007年10月11日先声药业股价摸高到19.3美元后，便一路下跌，至2008年10月29日跌至4.41美元。
2009年5月，先声药业斥资1.96亿元，收购了延申生物37.5%股份。同年11月，先声药业又增持其股份至50.77%。在先声药业完成对其控股一个月后，延申生物的人用狂犬疫苗造假案案发，7名原高层被批捕。作为股东的先声药业也因此损失了2亿多元的投资款。2012年，先声药业净利润则下滑为5695.7万元人民币。其中高达9724.7万元资产减值损失成为公司净利润下滑的主要原因，这一减值损失主要来自延申生物。2013年之后，先声药业股价持续不振，成交量日渐低迷，每日成交量也只有几千股至一万多股，已经失去了再融资的可能性。
2013年12月23日，先声药业以在美国市场被低估为由宣布私有化。根据方案，先声药业、弘毅投资、挚信资本、复星医药等共同组成财团，以每ADS9.66美元的对价，收购它们不持有的全部外部流通股，总代价为4.95亿美元。在2012年酝酿私有化时，任晋生有了百家汇的构想。“百家汇”是一个承载公司早期研发项目的平台，将独立于核心业务平台。截至2014年，先声药业的研发团队已经派生出3家百家汇项目公司。2014年及2015年，先声药业將發展戰略不同或並無開展任何實際業務營運（「百家匯業務」）的若干附屬公司從公司分拆出來，实现独立运营。
2020年6月，先声药业宣布计划在香港交易所二次上市。同年10月27日，正式在港交所主板挂牌上市。

## 公司事务

### 股东
根据公司招股书披露，任晋生、任用（任晋生之子）、李诗蒙（任用之妻）、任卫东（任晋生兄弟）、任真（任晋生妹妹）、彭素琴（任用之母）、Right Wealth、P&H Holdings持有先声药业2,035,922,965股股份，即创始人任晋生家族股权占比达78.13%，至2021年年报公布时持股比例为77.59%。
2014年7月31日，先声药业采纳员工持股计划，以表彰員工的貢獻並激勵员工進一步促進公司發展。計劃的激勵對象包括管理團隊的成員及候選人、核心研發人員以及對項目管理作出傑出貢獻及對集團作出其他特殊貢獻而經先聲藥業控股董事會甄選及批准可收取獎勵股份的人員。

### 控股子公司
截至2021年年报可行日期（2021年12月31日），先声药业共有如下控股子公司：
制药及原料药业务
- 先聲藥業有限公司[註 5]
- 海南先聲藥業有限公司[註 6]
- 江蘇先聲生物製藥有限公司
- 蕪湖先聲中人藥業有限公司
- 山東先聲生物製藥有限公司[註 7]
- 自貢市益榮實業有限公司

研发业务
- 先聲（上海）醫藥有限公司
- 先聲生物醫藥科技有限公司
- 江蘇博創園生物醫藥科技有限公司52.14%
- 海南耀臻生物醫藥科技有限公司96.5%
- 先聲（北京）醫藥有限公司
- 上海先聲生物醫藥有限公司
- Simcere UK Limited（先聲英国有限公司）
- Oy Simcere Europe Ltd.（先声欧洲有限公司）
- 先聲國際有限公司（香港）
- Simcere of America Inc.（先聲美国有限公司）

投资业务
- 江蘇先聲醫藥科技有限公司
- 上海先益投資管理合夥企業（有限合夥）
- 南京百家匯生物科技發展有限公司

零售业务
- 江蘇先聲藥業有限公司
- 上海先聲藥業有限公司

### 员工
截至2021年年报可行日期（2021年12月31日），先声药业共有6,182名全职员工。其中研發部門共有全職員工950人，当中480人擁有碩士學歷，120人擁有博士學歷，臨床研究團隊约300人。先声药业重视招募、培訓及留任優秀员工，並維持高標準在全球遴選、招聘英才，提供具有競爭力的薪酬待遇。公司专门设立员工培训部门“先聲學院”，定期向僱員提供培訓服務，包括新僱員的入職培訓、技能培訓、專業及管理培訓以及健康與安全培訓。

## 业务及产品
先声药业以研发、生产药品为主要业务，官方介绍称该公司为一家“快速转型为创新和研发驱动的制药公司”。公司拥有多元化的产品组合，涵盖肿瘤、中枢神经系统、自身免疫疾病、心血管疾病、感染性疾病以及其他疾病六大领域，其中肿瘤、中枢神经系统和自身免疫疾病为重点发展领域。根據弗若斯特沙利文的資料，先声药业是少數成功研發上市兩種一類創新藥且總部在中國的製藥公司之一。
先声药业共有药品生产工厂5家，均通過中國GMP認證，包括位於江蘇省南京市的一處（包含原料藥車間），位於海南省的兩處（海口藥谷基地和澄邁基地，其中藥谷基地有原料藥車間），位於山東省煙台市的一處及位於安徽省蕪湖市的一處，共有21條生產線，可生產生物藥和包括注射劑、口服液體製劑、口服固體製劑（片劑、膠囊劑、顆粒劑、散劑）、植入劑、凝膠劑、吸入粉霧劑在內的不同劑型的小分子藥，以及5個原料藥生產車間。部分車間通過歐盟GMP認證或美國FDA檢查。2020年6月開始中試生產生物藥生產基地，用於生產管線中的抗體和其它生物藥製劑。截至2019年12月31日，先声药业有超過2,600名銷售及營銷人員，覆蓋中国大陆約1,900家三級醫院，約17,000家其他醫院及醫療機構，以及超過200家大型的全國性或區域性連鎖藥店。有超過10個產品錄入共計40多個中国政府機構或權威專業學會發佈的指南和路徑；有超過20個產品被納入中国國家醫保藥品目錄。

### 已上市产品
先声药业已上市的主要产品如下：
- 腫瘤疾病用药：恩度（重組人血管內皮抑制素，全球唯一獲批的內皮抑制素）、捷佰舒（奈達鉑，首仿藥）、捷佰立（培美曲塞二鈉，仿製藥）、中人氟安（5-氟尿嘧啶，中國唯一獲准銷售的國產抗腫瘤緩釋植入劑）、恩維達（恩沃利單抗注射液）
- 中樞神經系統疾病用药：必存（依達拉奉）、先必新（依達拉奉右莰醇注射用濃溶液，2015年以來全球唯一獲批銷售的腦卒中治療藥物）
- 自身免疫疾病用药：艾得辛（艾拉莫德片）、英太青（雙氯芬酸鈉緩釋膠囊/凝膠）[註 8]、恩瑞舒（阿巴西普注射液[註 9]）、科赛拉（曲拉西利）[10]
- 心血管用药：舒夫坦（瑞舒伐他汀鈣）、複傲坦（奧美沙坦酯氫氯噻嗪片[註 10]）
- 抗感染用药：安信（比阿培南，首仿藥）、再林（阿莫西林胶囊/分散片/颗粒）
  - 先诺欣（SIM0417，口服小分子药，用于2019冠状病毒病的治疗）：先诺欣与中国科学院上海药物研究所、武汉病毒研究所联合开发，为3CL靶点COVID-19治疗口服药。2021年11月17日，先声药业与上海藥物所等訂立技術轉讓合同，获得SIM0417在全球开发、生產及商業化的獨家權利[1]。2022年3月28日通过特别审批程序获得中国国家药监局临床批件，并被纳入国务院联防联控机制科研攻关重点目录。12月16日，该项目Ⅲ期临床已完成全部1208例患者入组，进度处于国内3CL靶点药物第一位[11]。2023年1月29日，中国国家药监局批准先诺欣上市。[12]
- 其他產品：必奇（蒙脫石散），在中国大陆蒙脫石散市场位居第二位[13]

### 在研产品
根据公司招股书，先声药业已有近50款处于不同开发阶段的在研创新药产品，其中超过10款在研创新药产品处于临床阶段、已递交新药申报或者已经获批。公司主要的在研产品如下：
- 腫瘤疾病在研產品：賽伐珠單抗（注射用人源化抗VEGF單克隆抗體）、注射用鹽酸曲拉西利、CD19 CAR T細胞治療、BCMA CAR T細胞治療、SIM0235
- 中樞神經系統疾病在研產品：先必新舌下片、SIM0307（基於諾貝爾獎獲獎成果水通道學說開發的化合物）
- 自身免疫疾病在研產品：SIM0335、SIM0295
- 其他产品
  - SIM0395：可透過血腦屏障的通路抑制劑
  - 注射用多西他賽膠束聚合物
  - SIM0270
  - SIM0408
  - SIM0272

### 研发实力
先声药业共有三個研發中心，位於上海的研發中心主要專注於創新藥的研發；位於南京的研發中心主要專注於創新藥和高壁壘仿製藥的研發；而位於美國波士頓的研發中心專注於研發以細胞治療為代表的先進療法。公司的研發部門共有全職員工950人，其中有參與「重大新藥創制」科技重大專項的課題負責人，超過10%的成員為來自海外知名藥企或院校的科學家和前研發人員。公司的研發團隊與生產、銷售和營銷團隊保持著密切的互動，有效推進了研發項目。2015年10月，先声药业被中华人民共和国科学技术部批准建設中国大陆製藥行業唯一的“轉化醫學與創新藥物國家重點實驗室”，該實驗室專注於在腫瘤疾病、中樞神經系統疾病、自身免疫疾病、以及感染疾病等領域，開展基於轉化醫學和精準醫療的新藥研發。该公司近年来耗费大量资金投入研发，2021年研发投入14.17亿元，占总收入比例28.3%；2022年上半年，公司研发投入达6.52亿元，占收入比例达24.1%。然而高额的研发费用，一定程度上影响了企业的现金流。
先声药业已與全球各地的製藥公司和生物技術公司達成長期合作協議，授權使用或共同開發在中國商業化潛力較大的創新藥及高端仿製藥。主要的外部研發合作夥伴包括：跨國製藥企業BMS、Amgen等；生物技術公司Apexigen、Aeromics、Merus、JW Pharmaceutical、GI Innovation、Primary Peptides、江蘇康寧傑瑞、北京思路迪醫藥、藝妙神州、北京天科雅、普瑞金和益諾依生物等；大學及其他研究機構如上海交通大學、南京醫科大學等。

## 荣誉
先声药业先后获得过“中國醫藥工業百強企業”（海南公司、先聲東元）、“中國醫藥研發產品線最佳工業企業”、“中國創新力醫藥企業”（海南公司、先聲東元）等荣誉，董事长任晋生曾先后获得全國五一勞動獎章、國家科學技術進步二等獎、江蘇創新創業人才獎、国务院政府特殊津貼、海南省科學技術一等獎及中國醫藥行業十大領軍人物等荣誉。
先声药业旗下的多款产品亦曾获得多个奖项及荣誉，如“恩度”曾获得國家技術發明二等獎、中國專利金獎、「十一五」國家重大新藥創制科技重大專項、國家重點新產品；“捷佰舒”曾获得江蘇省高新技術產品、江蘇省名牌產品；“艾得辛”曾获得「十二五」國家重大新藥創制科技專項、國家火炬計劃項目、海南省科學技術進步一等獎等。

## 事件

### 贿赂风波
2019年8月，北京市西城区和丰台区卫健委分别下发《关于开展群众投诉举报内容清查工作的通知》。根据上述清查工作通知，先声药业7款产品的返点费用率被投诉人举报存在违规问题。据一份公开的举报信，公司营销人员以贿赂医生的方式，如开会名义请医生旅游、吃喝玩乐等，增加药品处方量，回扣比例25%到46%不等。业内有观点认为，此次举报可能缘于先声药业北京办事处内讧。
2021年1月，中国裁判文书网披露，原泰州市中医院副院长曹春华利用职务上的便利，在2009年至2019年期间，共计索取、非法收受人民币104.5万元。2020年11月20日，曹春华因受贿罪被一审判处有期徒刑3年8个月。相关资料显示，曹春华曾先后16次非法收受江苏先声原医药销售代表王琳的贿金21.5万元，为王琳代理的依达拉奉药品在中医院销售等方面提供帮助。王琳也被检察机关以行贿罪提起公诉。有业内人士提出，在上述案件中，先声药业原医药代表的行贿金额超过了15万元，该药企可能会因此进入“黑名单”，将被提醒告诫。

### 虚开发票
2020年7月21日，国家税务总局广东省税务局网站发布税务文书送达公告，广州怡先酒店管理有限公司、广州苒熙酒店管理有限公司于2020年2月至2020年4月期间向江苏先声等单位开具与实际经营业务情况不符的增值税普通发票803份，金额累计3900万。

### 涉嫌垄断
2021年1月29日，国家市场监督管理总局网站发布行政处罚决定书（国市监处〔2021〕1号）。文件显示，根据举报，2020年9月起，依据《中华人民共和国反垄断法》依法对先声药业涉嫌实施滥用市场支配地位行为开展了调查。经查，先声药业滥用在中国巴曲酶浓缩液原料药销售市场的支配地位，实施了没有正当理由，拒绝与交易相对人进行交易的行为，排除了市场竞争，损害了消费者利益。国家市场监管总局决定，责令先声药业停止违法行为，对先声药业处2019年度销售额50.367亿元人民币2%的罚款，共计1.007亿元。对此，先声药业认为，有关事件及行政处罚不会对公司业务经营及财务状况产生任何重大影响。